# Lake Pleasant (aldea)
Lake Pleasant, Nueva York es una aldea localizada en el Pueblo de Lake Pleasant. Esta comunidad es la sede de condado del condado de Hamilton e incluye al Hamilton County Courthouse Complex.  El nombre se deriva del lago homónimo cerca de la comunidad.
En el pasado, Lake Pleasant era conocido como "Sageville"  después que Hezekiah Sage construyera un hotel y quiso cambiar el nombre de la comunidad.
Las oficinas locales se encuentran localizadas cerca de la Ruta Estatal de Nueva York 8.
Lake Pleasant se encuentra localizada en un extremo entre los lagos Sacandaga y Pleasant.